# Lista cărților arse în 1933
Între 10 mai și 21 iunie 1933 au fost arse cărți de naziști în Germania, cărți care după părearea lor propagau idei nesănătoase, comuniste, ce aveau o influență nefastă asupra spiritului german.

## Lista autorilor ale căror cărți au fost arse în 1933

### Literatură beletristică
| - Anthologie jüngster Lyrik - Anthologie jüngster Prosa - Asch, Nathan - Asch, Schalom - Babel, Isaac - Budjonnys Reiterarmee - Barbusse, Henri - Barthel, Max - Die Mühle zum toten Mann - Becher, Johannes R. - Beer-Hofmann, Richard - Birkenfeld, Günther - Bley, Fritz – ‘‘‘toate cărțile’’’ - (în afară de:) Tier- und Jagdgeschichten - Bobinskaja, Elena - Bogdanow, Nikolai - Das erste Mädel - Bonsels, Waldemar – ‘‘‘toate cărțile’’’ - (în afară de:) Biene Maja, Himmelsvolk, Indienfahrt - Braune, Rudolf - Mädchen an der Orga Privat - Brecht, Bertolt - Breitbach, Joseph - Rot gegen Rot - Brod, Max – ‘‘‘toate cărțile’’’ - (în afară de:) Tycho Brahe - Brück, Christa Anita - Schicksale hinter Schreibmaschinen - Carr, Robert - Doeblin, Alfred – ‘‘‘toate cărțile’’’ - (în afară de:) Wallenstein - Dos Passos, John - Dreißig neue Erzähler des neuen Russlands - Dreißig neue deutsche Erzähler - Ebermayer, Erich - Die Nacht in Warschau - Edschmid, Kasimir – ‘‘‘toate cărțile’’’ - (în afară de:) Timur, Die 6 Mündungen - Ehrenburg, Ilja – ‘‘‘toate cărțile’’’ - (în afară de:) Grachus Badoeuf - Essig, Hermann - Ewers, Hans H. - Vampir, Alraune - Felden, Emil - Eines Menschen Weg - Feuchtwanger, Lion - Fink, Georg - Frank, Leonhard – ‘‘‘toate cărțile’’’ - (în afară de:) Räuberbande, Ochsenfurter Männerquartett - Frey, Alexander - Pflasterkästen - Geist, Rudolf - Gladkow, Fjodor - Gläser, Ernst - Goll, Iwan - Gorki, Maxim - Der Spitzel, Märchen d. Wirklichkeit, Eine Beichte, - Wie ein Mensch geboren ward, Das blaue Leben - Graf, Oskar Maria – ‘‘‘toate cărțile’’’ - (în afară de:) Wunderbare Menschen, Kalendergeschichten - Gruenberg, Karl - Hašek, Jaroslav | - Hasenclever, Walter - Hemingway, Ernest - In einem anderen Land - Georg Hermann - Kubinke, Schnee, Die Nacht des Dr. Herzfeld - Hirsch, Karl Jakob - Vorbestraft, Kaiserwetter - Hofbauer, Josef - Der Marsch ins Chaos - Hoffmann, Richard - Frontsoldaten - Holitscher, Arthur - Hotopp, Albert - Ilf, Ilia; Petrov, Evgheni - 12 Stühle - Illés, Béla - Inber, Vera - Jacob, Heinrich Eduard - Blut und Zelluloid - Johannsen, Ernst - Vier von der Infanterie - Kaestner, Erich – ‘‘‘toate cărțile’’’ - (în afară de:) Emil und die Detektive - Kallinikow, Josef - Katajew, Valentin - Kaus, Gina - Kellermann, Bernhard - Der 9. November - Kerr, Alfred - Kesten, Hermann - Keun, Irmgard - Kisch, Egon Erwin - Klaeber, Kurt - Köppen, Edlef - Heeresbericht - Kollontay, Alexandra - Kurtzig, Heinrich - Dorfjuden - Kusmin, Michail - Latzko, Andreas - Lampel, Peter Martin - nur: Verratene Jungen, Revolte im Erziehungsheim - Leidmann, Eva - Leitner, Maria - Hotel Amerika - Leonow, Leonid - Aufbau - Lernet-Holenia, Alexander - Lewisohn, Ludwig - Das Erbe im Blut - Libedinsky, Juri N. - Lidin, Wladimir - Liepmann, Heinz - Linck, Otto - Kameraden im Schicksal - London, Jack - Martin Eden, Zwangsjacke, Die eiserne Ferse - Ludwig, Emil - Mann, Heinrich - Mann, Klaus - Meyer-Eckhardt, Viktor - numai: Das Vergehen des Paul Wendelin - Meyrink, Gustav | - Michael, Friedrich - Die gut empfohlene Frau - Neumann, Robert – ‘‘‘toate cărțile’’’ - (în afară de:) Mit fremden Federn - Newerow, Alexander S. - Ognjew, Nikolai - Olbracht, Ivan - Ottwalt, Ernst - Panfjorow, Fjodor - Pantelejew, Leonid - Pinthus, Kurt - Plivier, Theodor - Regler, Gustav - Remarque, Erich Maria - Renn, Ludwig - nur: Nachkrieg - Ringelnatz, Joachim - Roth, Joseph - Rubiner, Ludwig - Rümann, Arthur - Sachs, Nelly - Sanzara, Rahel - Schaeffer, Albrecht - Elli oder die sieben Treppen - Schirokauer, Alfred - Schlump (d.i. Herbert Grimm) - Schnitzler, Arthur – ‘‘‘toate cărțile’’’ - (în afară de:) Der Weg ins Freie - Schröder, Karl - Seifullina, Lidija ‘‘‘toate cărțile’’’ - (în afară de:) Der Ausreißer - Seghers, Anna - Sinclair, Upton - Sochaczewer, Hans - Soschtschenko, Michail - Serafimowitsch, Alexander - Der eiserne Strom - Sologub, Fjodor - Suttner, Bertha von - Die Waffen nieder - Tetzner, Lisa - Hans Urian - Thomas, Adrienne - Tokunaga, Sunao - Toller, Ernst - Traven, B. - Regierung, Der Karren - Tucholsky, Kurt - Türk, Werner - Ulitz, Arnold - Ararat, Worbs, Testament - Unruh, Fritz von – ‘‘‘toate cărțile’’’ - (în afară de:) Offiziere, Louis Ferdinand - Vanek, Karl - Wassermann, Jakob - Wedding, Alex - Ede und Unku - Wegner, Armin T. - Weiskopf, F. C. - Werfel, Franz – ‘‘‘toate cărțile’’’ - (în afară de:) Barbara, Verdi, Tod des Kleinbürgers - Wöhrle, Oskar - Querschläger - Zweig, Arnold - Zweig, Stefan |